# Zdrężno (jezioro koło Jeziora Mokrego)
Zdrężno – jezioro w Polsce, w województwie warmińsko-mazurskim, w powiecie mrągowskim, w gminie Piecki.

## Położenie i charakterystyka
Jezioro leży na Pojezierzu Mrągowskim, natomiast w regionalizacji przyrodniczo-leśnej – w mezoregionie Puszcz Mazurskich, w dorzeczu Krutynia–Pisa–Narew–Wisła. Znajduje się na północny wschód od Jeziora Mokrego. W pobliżu północno-wschodnich brzegów, w odległości ok. 300 m, przebiega droga wojewódzka nr 610.
Jezioro bezodpływowe. Brzegi płaskie, z wyjątkiem zachodnich i południowych, które są wysokie. W otoczeniu znajdują się lasy Puszczy Piskej, brak zabudowań.
Według typologii rybackiej zalicza się do jezior linowo-szczupakowych.
Jezioro leży na terenie obwodu rybackiego jeziora Zdrężno w zlewni rzeki Pisa – nr 32.

## Morfometria
Według danych Instytutu Rybactwa Śródlądowego powierzchnia zwierciadła wody jeziora wynosi 12,1 ha. Średnia głębokość zbiornika wodnego to 3,6 m, a maksymalna – 7,5 m (głęboczek w północnej części jeziora). Lustro wody znajduje się na wysokości 126,3 m n.p.m. Objętość jeziora wynosi 446,7 tys. m³. Maksymalna długość jeziora to 480 m, a szerokość 420 m. Długość linii brzegowej wynosi 1450 m.
Inne dane uzyskano natomiast poprzez planimetrię jeziora na mapach w skali 1:50 000 opracowanych w Państwowym Układzie Współrzędnych 1965, zgodnie z poziomem odniesienia Kronsztadt. Otrzymana w ten sposób powierzchnia zbiornika wodnego to 11,0 ha.

## Przyroda
Jezioro leży na terenie Mazurskiego Parku Krajobrazowego, a także dwóch obszarów Natura 2000: PLB280008 Puszcza Piska i PLH280048 Ostoja Piska.